# Irish League 1931-1932
L'Irish League 1931-1932 è stata la 38ª edizione della prima divisione del campionato nordirlandese di calcio.
Il campionato era formato da quattordici squadre e il Linfield vinse il titolo. Non vi furono retrocessioni.

## Classifica finale
| Pos. | Squadra        | G  | V  | N | P  | GF | GS | Punti |
| ---- | -------------- | -- | -- | - | -- | -- | -- | ----- |
| 1    | Linfield       | 26 | 19 | 3 | 4  | 77 | 34 | 41    |
| 2    | Derry City     | 26 | 16 | 6 | 4  | 61 | 30 | 38    |
| 3    | Belfast Celtic | 26 | 14 | 5 | 7  | 56 | 35 | 33    |
| 4    | Coleraine      | 26 | 13 | 6 | 7  | 67 | 54 | 32    |
| 5    | Glentoran      | 26 | 12 | 7 | 7  | 73 | 54 | 31    |
| 6    | Ballymena      | 26 | 12 | 5 | 9  | 67 | 41 | 29    |
| 7    | Cliftonville   | 26 | 11 | 5 | 10 | 59 | 55 | 27    |
| 8    | Distillery     | 26 | 8  | 7 | 11 | 57 | 68 | 23    |
| 9    | Portadown      | 26 | 8  | 6 | 12 | 54 | 63 | 22    |
| 10   | Newry Town     | 26 | 9  | 4 | 13 | 43 | 53 | 22    |
| 11   | Larne          | 26 | 6  | 7 | 13 | 47 | 85 | 19    |
| 12   | Ards           | 26 | 7  | 4 | 15 | 52 | 82 | 18    |
| 13   | Glenavon       | 26 | 6  | 5 | 15 | 42 | 74 | 17    |
| 14   | Bangor         | 26 | 3  | 6 | 17 | 41 | 68 | 12    |

G = Partite giocate; V = Vittorie; N = Nulle/Pareggi; P = Perse; GF = Goal fatti; GS = Goal subiti; 